# Colocação
O conceito colocação é utilizado em linguística com dois sentidos diferentes:
a) combinação frequente, preferencial ou usual de palavras (nomeadamente substantivo + adjectivo e verbo + substantivo); ou
b) combinação aparentemente livre de palavras, gerada a partir das regras da língua, mas onde actua qualquer tipo de restrição lexical determinada pela norma.
Na primeira acepção, o termo foi usado pela primeira vez por J. R. Firth em 1957 e é usado frequentemente na lexicologia inglesa de Halliday. Designa combinações frequentes de unidades lexicais fixadas na norma ou uma combinação de palavras que se distingue pela sua alta frequência de uso, como desejar ardentemente, etc., o que motiva que este tipo de construções seja catalogado como sendo unidades semi-idiomáticas.
Na segunda acepção, uma colocação (ou semi-frasema) AB (ódio mortal, amor cego, por exemplo) é uma combinação de duas ou mais palavras A (ódio, amor) e B (mortal, cego), cujo significado inclui o significado da palavra A (‘ódio‘, ‘amor‘) mais um significado ‘C’. O novo significado da combinação é ‘A + C’ (e não ‘A + B’), de tal maneira que a palavra B (mortal, cego) exprime ‘C’ (‘intenso’) e não ‘B’ (‘que causa ou pode causar a morte’). Este termo B não é seleccionado livremente: *ódio cego, *amor mortal, *amor letal, *felicidade mortal.